# 时尚 (歌手)
时尚（1993年9月4日—），曾用艺名复艺勋，山东济宁人，中国大陆创作歌手，城时男孩组合成员。

## 经历
时尚出生于山东省济宁市兖州区，初中在邹城就读，其后迁居曲阜。大学先后就读于中北大学、北京现代音乐研修学院。
2019年，时尚与海城组成城时男孩组合，参与录制中秋主题专辑《听月亮说》。同年开启原创音乐生涯。2021年，以训练生身份参加爱奇艺偶像男团竞演养成类真人秀《青春有你》第三季。同年，参加浙江卫视音乐选秀节目《2021中国好声音》，并加入李克勤战队，成為李克勤战队六強學員。